# 陳雲英
陳 雲英（ちん うんえい、簡: 陈 云英、1953年〈民国42年〉2月6日 - ）は、中華人民共和国の特殊教育学者・政治家である。台湾台北市出身であり、全国人民代表大会の台湾省代表を務めている。中国人民政治協商会議全国委員会
経済委員会の副主任を務める林毅夫は夫。

## 来歴
1953年（民国42年）2月6日、中華民国統治下の台湾省台北市で、商人の家庭に生まれる。国立政治大学中文系に学び、文学と教育の学士号を取得した。大学在籍中に軍人の林毅夫と知り合い、1975年（民国64年）に結婚した。しかし、1979年（民国68年）5月16日、当時金門島に赴任していた林毅夫が泳いで中国大陸へ逃亡し、中華人民共和国へ亡命した（林毅夫亡命事件）。
1976年から1977年まで宜蘭県の南安国民中学で教師を務め、1977年からは国立宜蘭高級商業就職学校に転任し、1983年まで教師を務めた。その後アメリカ合衆国に留学して1984年にエディンボロ大学で教育学の修士号、1987年にジョージ・ワシントン大学で教育学の博士号を取得した。また、当時同じくアメリカへ留学していた林毅夫との再会も果たした。1986年、ワシントン州アーリントンにて教育局局長補佐に就任した。
1987年、陳雲英は子供らと共に北京に移住し、中華人民共和国で初の特殊教育博士となった。その後中央教育科学研究所に就職し、創弁特殊教育研究室を設立して自ら主任を務めた。また、北京・天津・江蘇・山西・山東・遼寧における障害児教育の現状について研究し、特殊教育プログラムに関する実験を進め、知的障害児に対する教育システムを確立するための教師の養成にも携わった。1989年、『特殊教育參考叢書』や『中国特殊教育雑誌』の編集を担当し、中華全国青年連合会の常務委員も務めた。1992年には、国務院から「教育研究に顕著な貢献をした専門家」として表彰され、特別補助金を授与された。1998年には中国教育学会特殊教育分会副理事長に就任した。
2003年、第10期（2003年 - 2008年）全国人民代表大会代表に選出され、以降も第11期（2008年 - 2013年）、第13期（2018年 - 2023年）、第14期（2023年 - ）で代表として選出されている。2024年、第14期全国人民代表大会の第2次会議における台湾省代表団の公開会議において「『脱中国化』教育により、台湾では多くの人々が自らを中国人だと考えなくなっている。台湾の若者に対する愛国教育を強化すべきだ」と主張し、最後に「両岸の交流が止まることは無く、往来は今後も高水準で推移し、ますます熱気を帯びることになるだろう」と述べた。